# Progress M-25M
La missione Progress M-25M del programma russo Progress, registrata dalla NASA come missione 57P, è una missione di rifornimento della stazione spaziale internazionale completamente automatizzata, senza equipaggio a bordo.

## Lancio
Il lancio è stato effettuato il 29 ottobre 2014 alle 07:09 UTC dal cosmodromo di Bajkonur. È stato il primo lancio per il rifornimento della stazione spaziale effettuato con un razzo Sojuz di tipo 2.1a.

## Attracco
La navetta ha attraccato in modo automatico nel modulo Pirs alle 13:08, in poco meno di sei ore dopo il lancio.

## Carico
Il carico utile trasportato è stato di 2351 kg, che includono beni di prima necessità come cibo, carburante, rifornimenti, ossigeno, aria e acqua, e pezzi di ricambio e materiale scientifico per l'equipaggio della missione Expedition 41.

## Rientro
Il rientro della navetta è avvenuto il 26 aprile con rientro distruttivo nell'atmosfera.